# Endokrynologia Polska
Endokrynologia Polska (tên tiếng Anh: Polish Journal of Endocrinology, viết tắt: Endokrynol. Pol.) là một tạp chí khoa học và công nghệ của Ba Lan, được xuất bản bởi Nhà xuất bản Via Medica. Tạp chí là nơi xuất bản các công trình nghiên cứu khoa học ở các lĩnh vực nội tiết học lâm sàng và thực nghiệm. Tạp chí xuất bản bằng tiếng Anh, một năm có sáu số. Tất cả các bài báo trên tạp chí đều được truy cập miễn phí trên cơ sở Truy cập Mở (Open access).

## Mã số xuất bản
- ISSN: 0423-104X (bản in)
- eISSN: 2299-8306 (bản điện tử)
- GICID: 71.0000.1500.2066
- DOI: 10.5603/EP.
- Nhà xuất bản: VM Media sp. z o.o. VM Group sp.k. Grupa Via Medica

## Chỉ số ảnh hưởng
- Chỉ số IF (Journal Impact Factor) năm 2019: 1.322[3]
- Chỉ số sự ảnh hưởng của từng bài báo (Article Influence) năm 2019: 0.222[3]
- Chỉ số SJR (Scimago Journal Rank) năm 2019: 0.481[3]
- Chỉ số SNIP (Source Normalized Impact per Paper) năm 2019: 0.797[3]
- Chỉ số Scopus CiteScore năm 2019: 2.5[3]
- Chỉ số H Index năm 2019: 26[4]
- Danh mục tạp chí SCIE năm 2019: Nhóm Q3[4]
- Polish Journal of Ecology được lập chỉ mục trích dẫn khoa học ở các cơ sở dữ liệu: EMBASE, Scopus, Worldcat, PubMed/PubMed Central/Medline, EBSCO, ISI Web of Science (WoS), Genamics, PBN/POL-Index, Ulrich's periodicals, Google Scholar, Polska Bibliografia Lekarska, Chemical Abstracts (CAS)[5].

## Tổng biên tập
- Giáo sư Beata Kos-Kudła[6]